# أبو طه (بلقاس)
قرية أبوطه هي إحدى القرى التابعة لمركز بلقاس في محافظة الدقهلية في جمهورية مصر العربية. حسب إحصاءات سنة 2006، بلغ إجمالي السكان في أبوطه 12572 نسمة، منهم 6490 رجل و6082 امرأة.